# Gérard Lefranc
Gérard Lefranc (Calais, 7 de mayo de 1935-Calais, 23 de junio de 2025) fue un deportista francés que compitió en esgrima, especialista en la modalidad de espada. Ganó cuatro medallas en el Campeonato Mundial de Esgrima entre los años 1958 y 1962.

## Palmarés internacional
| Campeonato Mundial | Campeonato Mundial          | Campeonato Mundial | Campeonato Mundial |
| Año                | Lugar                       | Medalla            | Prueba             |
| ------------------ | --------------------------- | ------------------ | ------------------ |
| 1958               | Filadelfia (Estados Unidos) | Medalla de bronce  | Espada por equipos |
| 1959               | Budapest (Hungría)          | Medalla de bronce  | Espada por equipos |
| 1961               | Turín (Italia)              | Medalla de plata   | Espada por equipos |
| 1962               | Buenos Aires (Argentina)    | Medalla de oro     | Espada por equipos |